# Gimnàs
|  | Per a altres significats, vegeu «Gimnàs (Antiga Grècia)». |

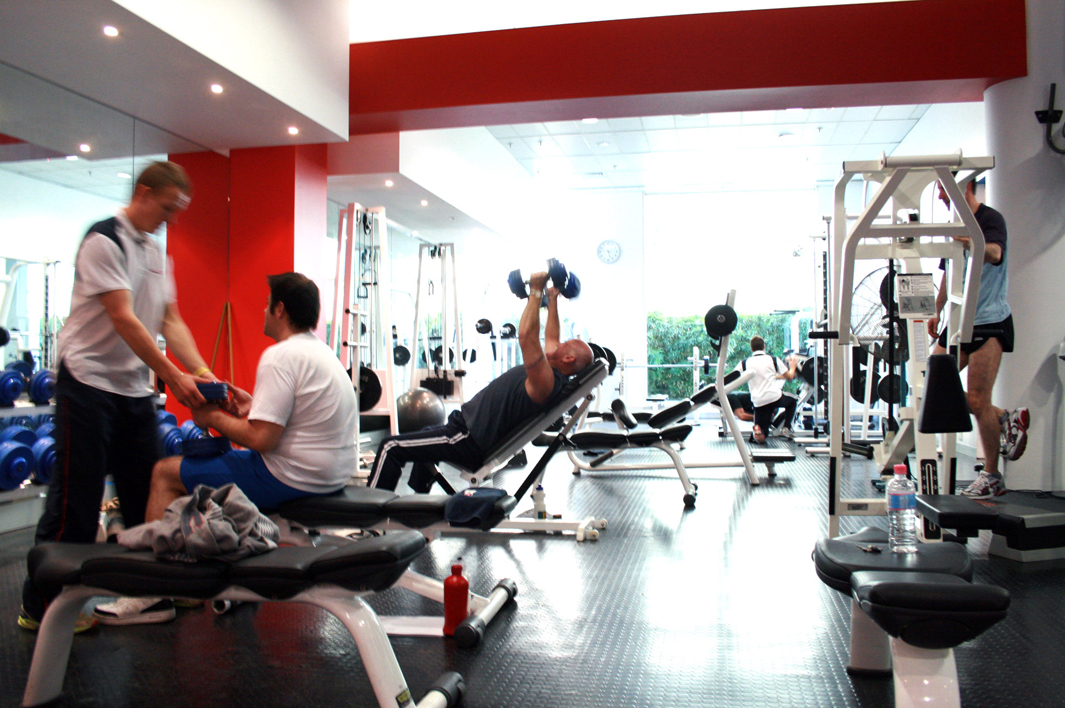
Gent en un gimnàs amb aparells i màquines per realitzar exercici

Un gimnàs és un lloc que permet realitzar esport i exercici en un recinte tancat. Només a Espanya, Portugal, al Canadà, als Estats Units i al Regne Unit s'utilitza aquest mot per referir-se a aquests recintes. En alemany, en canvi, Gymnasium, significa escola secundària.
Hi ha gimnasos que tenen un únic local mentre que altres formen part d'una mateixa cadena com per exemple DiR, Anytime Fitness o Metropolitan.

## Etimologia
La paraula gimnàs deriva de la paraula grega gymnos, que significa nu. La paraula grega gymnasium significa "lloc on anar despullat", i s'utilitzava a l'antiga Grècia per anomenar el lloc on s'educaven els nois joves. En aquests centres es realitzava educació física, que s'acostumava a practicar sense roba, de la mateixa manera que els banys i els estudis.
Pels grecs, l'educació física era tan important com l'aprenentatge cognitiu. Molts d'aquests gimnasos grecs tenien biblioteques que es podien utilitzar després d'un bany relaxant.

## Història

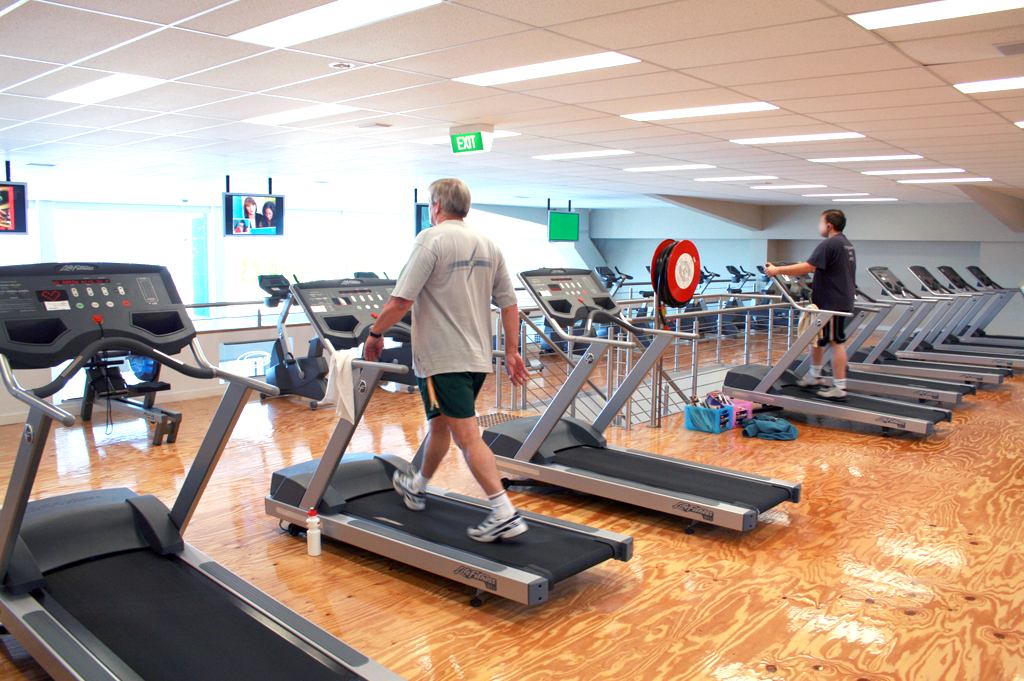
Gent en un gimnàs fent servir màquines per a caminar i córrer

Els primers gimnasos exteriors d'Alemanya van sorgir gràcies al treball del professor Friedrich Jahn i el grup dels Gimnàstics (Turners, en alemany), un moviment polític del segle xix. El primer gimnàs interior va ser, molt possiblement, el de Hesse, construït l'any 1852 i auspiciat per Adolph Spiess, un entusiasta de l'esport a les escoles.
Als Estats Units, el moviment dels gimnàstics va aparèixer a mitjans del segle xix i a principis del segle xx. El primer grup va ser format a Cincinnati, l'any 1848, que va construir molts gimnasos, per joves i adults, al voltant de Cincinnati i Saint Louis, que tenien una bona part de població d'ascendència germànica.
L'apogeu dels gimnasos de les escoles, els instituts i de les associacions cristianes van anar eclipsant el moviment dels gimnàstics. El gimnàs de la Universitat Harvard, de l'any 1820, es considera el primer dels Estats Units. Com la majoria dels gimnasos de l'època, estava equipat amb aparells i màquines per realitzar exercici. L'Acadèmia Militar dels Estats Units també va construir un gimnàs a West Point (Nova York), de la mateixa manera que ho van fer molts instituts i campus universitaris.
L'Associació Cristiana de Gent Jove (Young Men's Christian Association, YMCA) va aparèixer a Boston l'any 1851. Deu anys més tard, unes dues-centes YMCA estaven repartides per tot el territori. La majoria d'elles tenien el seu propi gimnàs per fer esport i jugar.
Els anys 20 van ser una dècada molt pròspera en el que té a veure amb la construcció de grans escoles i gimnasos. Al llarg del segle xx, els gimnasos van anar evolucionant com a concepte, fins a arribar als gimnasos de màquines, aparells i exercicis guiats de l'actualitat.
A Catalunya, la major part de centres segueixen aquest concepte, afegint l'aprenentatge d'arts marcials, natació i tècniques de defensa personal dins d'aquests recintes.